# George Wendt
George Robert Wendt Jr. (Chicago, 1948. október 17. – Studio City, 2025. május 20.) amerikai színész, humorista. 
Legismertebb szerepe Norm Peterson a Cheers című televíziós szitkomban (1982–1993), amiért hat egymást követő alkalommal jelölték a Primetime Emmy-díjra a vígjátéksorozat kiemelkedő mellékszereplője kategóriában. Wendt szerepelt a Fletch, Gung Ho, Álomküzdők, A ház, Halhatatlan szerelem, Túszból lett túsz, Szemtelen szemtanúk és a Fejezetek egy hajónaplóból című filmekben is.

## Fiatalkora
Chicago déli részén található Beverly városrészben született. Szülei Loretta Mary (születési nevén: Howard) és George Robert Wendt haditengerész-tiszt és ingatlanügynök voltak. Kilenc gyermek közül az egyik, hat nővére van: Nancy, Karen, Mary Ann, Kathryn, Loretta és Marti, valamint két bátyja: Tom és Paul. Anyai nagyapja Tom Howard fotós volt. Wendt ír és negyed részben német származású.
A Campion középiskolába járt a wisconsini Prairie du Chienben. Miután az első félév első szemeszterében 0,00 volt a tanulmányi átlaga, kizárták a Notre Dame Egyetemről. Később a Missouri állambeli Kansas Cityben a jezsuita Rockhurst College-ba járt, ahol közgazdaságtanból szerzett diplomát.
Wendt nagybátyja Jason Sudeikis színész nővérének fia.

## Magánélete
Bernadette Birkett házastársa volt, három gyermekük született.